# Charles Sackville (2e duc de Dorset)
Pour les articles homonymes, voir Charles Sackville.
Charles Sackville (6 février 1711 - 5 janvier 1769) est un noble britannique, un homme politique, un impresario d'opéra et un joueur de cricket. Il est appelé Lord Buckhurst de 1711 à 1720 et comte de Middlesex de 1720 à 1765.

## Jeunesse
Il est le fils aîné de Lionel Cranfield Sackville, créé duc de Dorset en 1720. Il fait ses études à la Westminster School et à la Christ Church, à Oxford, où il obtient une maîtrise en 1730. Il entreprend ensuite un Grand Tour en Italie, qui dure de 1731 à 1733. À Florence en 1733, il établit la première loge franc-maçonne en Italie.

## Politique
Il est farouchement opposé politiquement à son père et s’est risqué à s’opposer à ses candidats dans les arrondissements qu’il contrôlait. Il devient un allié de Frédéric de Galles. Aux élections de 1734, il est battu dans le Kent, mais est élu député d'East Grinstead. Il est nommé capitaine du château de Walmer en septembre. Il continue à siéger pour East Grinstead jusqu'au 26 mai 1741, date à laquelle il accepte le poste de haut commissaire de l’honneur d’Otford.
Il est réélu pour le Sussex lors d'une élection partielle en 1742 et à Old Sarum lors de l'élection de 1747. Il exerce les fonctions de Lord du Trésor de 1743 à 1747 et est nommé sous-lieutenant de Sussex le 20 octobre 1745. Il est nommé écuyer auprès du prince de Galles en 1747 et sert jusqu'à la mort de Frederick en 1751. Il épouse l'honorable Grace Boyle, fille et héritière de Richard Boyle), le 30 octobre 1744, mais ils n’ont pas d’enfants.
Lors des élections de 1754, il se présente sans succès à Westminster et ne détient aucun siège jusqu'aux élections suivantes. De 1761 à 1765, il revient à la Chambre des communes comme député d'East Grinstead.
Cette année-là, il succède à son père en tant que duc de Dorset et également en tant que lord-lieutenant du Kent. Il est nommé conseiller privé en 1766. Cependant, il ne jouit pas longtemps des honneurs ducaux. À sa mort en 1769 à Londres, son neveu, John Sackville, lui succède.

## Opéra
Après un deuxième Grand Tour en Europe continentale en 1737 et 1738, il rentre en Angleterre en janvier 1739 et met en scène un opéra, Angelico e Medoro, sur une musique de Giovanni Battista Pescetti d'après un livret de Pietro Metastasio à Covent Garden. Cela devait servir de vitrine aux talents (apparemment limités) de la soprano Lucia Panichi, La Muscovita , qui fut sa maîtresse de 1739 à 1742 environ. Il avait également l’ambition de faire revivre à Londres un opéra italien de grande envergure, que Johann Jacob Heidegger avait récemment abandonné au King's Theatre de Haymarket à cause des dépenses excessives. Middlesex a organisé une saison en 1739-1740 au Theatre Royal Haymarket, mais il n'a pas été en mesure de souscrire suffisamment d'abonnements pour pouvoir continuer l'année suivante. Pour la saison 1741-1742, il s'associa avec sept autres nobles (le deuxième Opera of the Nobility), qui purent continuer pendant trois ans au Her Majesty's Theatre.

## Cricket
Comme d'autres membres de sa famille, notamment son frère et son neveu, il s'intéresse au cricket mais n'atteint pas son niveau d'implication, probablement en raison de son activité politique. Il est connu pour avoir joué pour Kent pendant la saison de cricket anglaise 1734 lors du match contre Sussex, le plus ancien match connu de Sevenoaks Vine . Son frère, Lord John Sackville, a joué à ses côtés pour Kent, qui a remporté le match et Sir William Gage a joué pour Sussex.